# Sfermión
En física de partículas, un sfermión es la partícula supercompañera con spin-0 (o s-partícula) de su fermión asociado. En las extensiones supersimétricas del modelo estándar cada partícula tiene una supercompañera cuyo spin difiere en 1⁄2. Los fermiones en el modelo estándar tienen spin-1⁄2 y por lo tanto los sfermiones tienen spin 0.
En general, el nombre de superfermión se forma añadiendo como prefijo la 's' al nombre de su supercompañero. Por ejemplo, el supercompañero del electrón es el selectrón y el supercompañero del quark cima es el squark cima.
Un corolario que se saca de la supersimetría es que las spartículas tienen los mismos números gauge que sus compañeras del modelo estándar. Esto significa que los pares spartícula–partícula tienen la misma carga de color, la misma carga de isospin débil, y la misma hipercarga (y en consecuencia la misma carga eléctrica). La supersimetría no rota también implica que los pares spartícula–partícula tienen la misma masa. Evidentemente, este no es el caso, ya que entonces las spartículas habrían sido detectadas. Por tanto, las spartículas deben tener masas diferentes respecto a sus partículas compañeras y por tanto se dice que la supersimetría está rota.

## Sfermiones fundamentales

### Squarks
Los squarks son los supercompañeros de los quarks. En estos se incluyen el squark arriba, squark abajo, squark encantado, squark extraño, squark cima y squark fondo.
| Squark             | Símbolo                      | Quark asociado  | Símbolo           |
| ------------------ | ---------------------------- | --------------- | ----------------- |
| Primera generación |                              |                 |                   |
| Squark arriba      | {\displaystyle {\tilde {u}}} | Quark arriba    | {\displaystyle u} |
| Squark abajo       | {\displaystyle {\tilde {d}}} | Quark abajo     | {\displaystyle d} |
| Segunda generación |                              |                 |                   |
| Squark encantado   | {\displaystyle {\tilde {c}}} | Quark encantado | {\displaystyle c} |
| Squark extraño     | {\displaystyle {\tilde {s}}} | Quark extraño   | {\displaystyle s} |
| Tercera generación |                              |                 |                   |
| Squark cima        | {\displaystyle {\tilde {t}}} | Quark cima      | {\displaystyle t} |
| Squark fondo       | {\displaystyle {\tilde {b}}} | Quark fondo     | {\displaystyle b} |

### Sleptones
Los sleptones son los supercompañeros de los leptones. Esto incluye al selectron, al smuon, al stau, y a los sneutrinos.
| Sleptón             | Símbolo                                 | Leptón asociado   | Símbolo                      |
| ------------------- | --------------------------------------- | ----------------- | ---------------------------- |
| Primera generación  |                                         |                   |                              |
| Selectrón           | {\displaystyle {\tilde {e}}}            | Electrón          | {\displaystyle e}            |
| Selectrón sneutrino | {\displaystyle {\tilde {\nu }}_{e}}     | Electrón neutrino | {\displaystyle \nu _{e}}     |
| Segunda generación  |                                         |                   |                              |
| Smuon               | {\displaystyle {\tilde {\mu }}}         | Muon              | {\displaystyle \mu }         |
| Smuon sneutrino     | {\displaystyle {\tilde {\nu }}_{\mu }}  | Neutrino muónico  | {\displaystyle \nu _{\mu }}  |
| Tercera generación  |                                         |                   |                              |
| Stau                | {\displaystyle {\tilde {\tau }}}        | Tau               | {\displaystyle \tau }        |
| Stau sneutrino      | {\displaystyle {\tilde {\nu }}_{\tau }} | Tau neutrino      | {\displaystyle \nu _{\tau }} |